# رومولو سيلفانو دا سيلفا
رومولو سيلفانو دا سيلفا (بالبرتغالية: Rômulo Silvano da Silva‏) هو لاعب كرة قدم برازيلي في مركز الوسط، ولد في 26 أغسطس 1976 في البرازيل. لعب مع أتلتيكو غويانيينسي وإستريلا دا أمادورا ونادي الوكرة ونادي خزر لنكران ونادي سبورت ريسيفه ونادي سيارا ونادي فورتاليزا وناسيونال ماديرا.